# Synoicum ramulosum
Synoicum ramulosum är en sjöpungsart som beskrevs av Kott 1969. Synoicum ramulosum ingår i släktet Synoicum och familjen klumpsjöpungar.
Artens utbredningsområde är Södra Ishavet. Inga underarter finns listade i Catalogue of Life.